# 勘解由小路資淳
勘解由小路 資淳（かでのこうじ すけあつ、1922年〈大正11年〉1月4日 - 2019年〈平成31年〉2月2日）は、室町時代に栄えた日野家分家である烏丸家の分家に当たる、勘解由小路家11代目の当主。山口県に在住し、日本一長い五文字の名字を持つ人物の一人であることでも知られていた。山形県山形市生まれ。

## 来歴
出生時の名は松村淳二。大分県知事や貴族院勅選議員を務めた松村義一の次男であり、戸籍上の父である勘解由小路資承は母方の祖父にあたる。
母の松村好子（まつむら いつこ）は子爵勘解由小路資承の長女であり、副島種臣の外孫でもあった。資淳は平民の家に生まれたため、跡継ぎの居なかった勘解由小路子爵家を襲爵するにあたり、一旦は勘解由小路家と同じ子爵位を持ち親戚にも当たる武者小路実篤の養子となった後に、勘解由小路家へ入った。尚、生母である好子の妹康子（さだこ）は、志賀直哉夫人。

## 経歴
- 1925年（大正14年）、勘解由小路子爵家の養子となり、資淳を名乗る。
- 1942年（昭和17年）、叙 従五位子爵。
- 1943年（昭和18年）、学習院高等科を卒業、東北帝国大学経済学部入学。
- 1943年（昭和18年）、学徒出陣により海軍へ入隊。第十四期飛行専修海軍予備学生となる。
- 1945年（昭和20年）、8月に召集解除となり、海軍中尉として終戦を迎える。
- 1947年（昭和22年）、東北帝国大学経済学部卒業。